# Thomas Waugh
Thomas Waugh (* 24. April 1948 in London, Ontario) ist ein kanadischer Autor und Filmwissenschaftler.

## Leben
Waugh studierte Filmwissenschaft an der Columbia University in New York City. Waugh unterrichtete über Jahrzehnte an der Concordia University in Montreal Filmwissenschaften. Von 1993 bis 2017 war er an der Concordia University für das HIV/AIDS Project als Direktor zuständig. Waugh ist insbesondere für seine filmhistorischen Arbeiten zu LSBTIQ-Filmen bekannt.

## Werke (Auswahl)
- 1977: Who Are We?, A Very Natural Thing, The Naked Civil Servant: Films By Gays For Gays
- 1984: Show Us Life: Towards a History and Aesthetics of the Committed Documentary
- 1985: Men's Pornography: Gay vs. Straight
- 1996: Hard to Imagine: Gay Male Eroticism in Photography and Film from Their Beginnings to Stonewall
- 2000: The Fruit Machine: Twenty Years of Writings on Queer Cinema
- 2002: Out/Lines: Underground Gay Graphics From Before Stonewall
- 2004: Lust Unearthed: Vintage Gay Graphics from the DuBek Collection
- 2006: The Romance of Transgression in Canada: Queering Sexualities, Nations, Cinemas
- 2006: Gay Art: A Historic Collection
- 2007: Comin' At Ya! The Homoerotic 3-D Photographs of Denny Denfield (gemeinsam mit David L. Chapman)
- 2010: Montreal Main (gemeinsam mit Jason Garrison)
- 2010: Challenge for Change: Activist Documentary at the National Film Board of Canada (gemeinsam mit Michael Brendan Baker und Ezra Winton)
- 2011: The Right to Play Oneself: Looking Back on Documentary Film
- 2013: The Perils of Pedagogy: The Works of John Greyson (gemeinsam mit Brenda Longfellow und Scott MacKenzie)
- 2016: The Conscience of Cinema: The Works of Joris Ivens, 1912–1989
- 2019: I Confess! Constructing the Sexual Self In the Internet Age (gemeinsam mit Brandon Arroyo)

## Auszeichnungen und Preise (Auswahl)
- zweimal Nominierung für den Lambda Literary Award